# 39e cérémonie des Hong Kong Film Awards
La 39e cérémonie des Hong Kong Film Awards se déroule le 6 mai 2020.
Le film Better Days de Derek Tsang remporte huit récompenses dont celles du meilleur film, du meilleur réalisateur, du meilleur scénario et de la meilleure actrice.

## Meilleur film
- Better Days de Derek Tsang
  - Un printemps à Hong Kong (Suk Suk) de Ray Yeung
  - Fagara de Heiward Mak
  - I'm Living' It de Wong Hing-fan
  - The New King of Comedy de Stephen Chow

## Meilleur réalisateur
- Derek Tsang pour Better Days
  - Kiwi Chow pour Beyond The Dream
  - Ray Yeung pour Un printemps à Hong Kong (Suk Suk)
  - Heiward Mak pour Still Human
  - Wilson Yip pour Ip Man 4

## Meilleur scénario
- Lam Wing Sum, Li Yuan, Xu Yimeng pour Better Days

## Meilleur acteur
- Tai Bo pour Un printemps à Hong Kong (Suk Suk)
  - Louis Koo pour A Witness Out of the Blue
  - Chu Pak Hong pour My Prince Edward
  - Aaron Kwok pour I'm Living' It
  - Jackson Yee pour Better Days

## Meilleure actrice
- Zhou Dongyu pour Better Days
  - Sammi Cheng pour Fagara
  - Sammi Cheng pour Fatal Visit
  - Cecilia Choi pour Beyond the Dream
  - Stephy Tang pour My Prince Edward

## Meilleur second rôle masculin
- Cheung Tat-ming pour I'm Living' It

## Meilleur second rôle féminin
- Patra Au pour Un printemps à Hong Kong (Suk Suk)

## Meilleur nouvel interprète
- Jackson Yee pour Better Days

## Meilleur espoir réalisateur
- Norris Wong pour My Prince Edward

## Meilleure photographie
- Yu Jing-pin pour Better Days

## Meilleur montage
- Cheung Ka-fai pour Ip Man 4

## Meilleurs décors
- Cheung Siu-hong pour Fagara

## Meilleurs costumes et maquillages
- Dora Ng pour Better Days

## Meilleure chorégraphie d'action
- Yuen Woo-ping pour Ip Man 4

## Meilleure musique de film
- Eman Lam pour My Prince Edward

## Meilleure chanson originale
- Fly pour Better Days

## Meilleur son
- Lee Yiu-keung George, Yiu Chun Hin pour Ip Man 4

## Meilleurs effets visuels
- Yee Kwok Leung, Ma Siu Fu, Leung Wai Man, Ho Man Lok pour La Guerre des Cartels 2

## Meilleur film de Chine continentale ou de Taïwan
- An Elephant Sitting Still de Hu Bo  Chine
- Detention de John Hsu  Taïwan
- Shadow de Zhang Yimou  Chine